# Associated Press Building

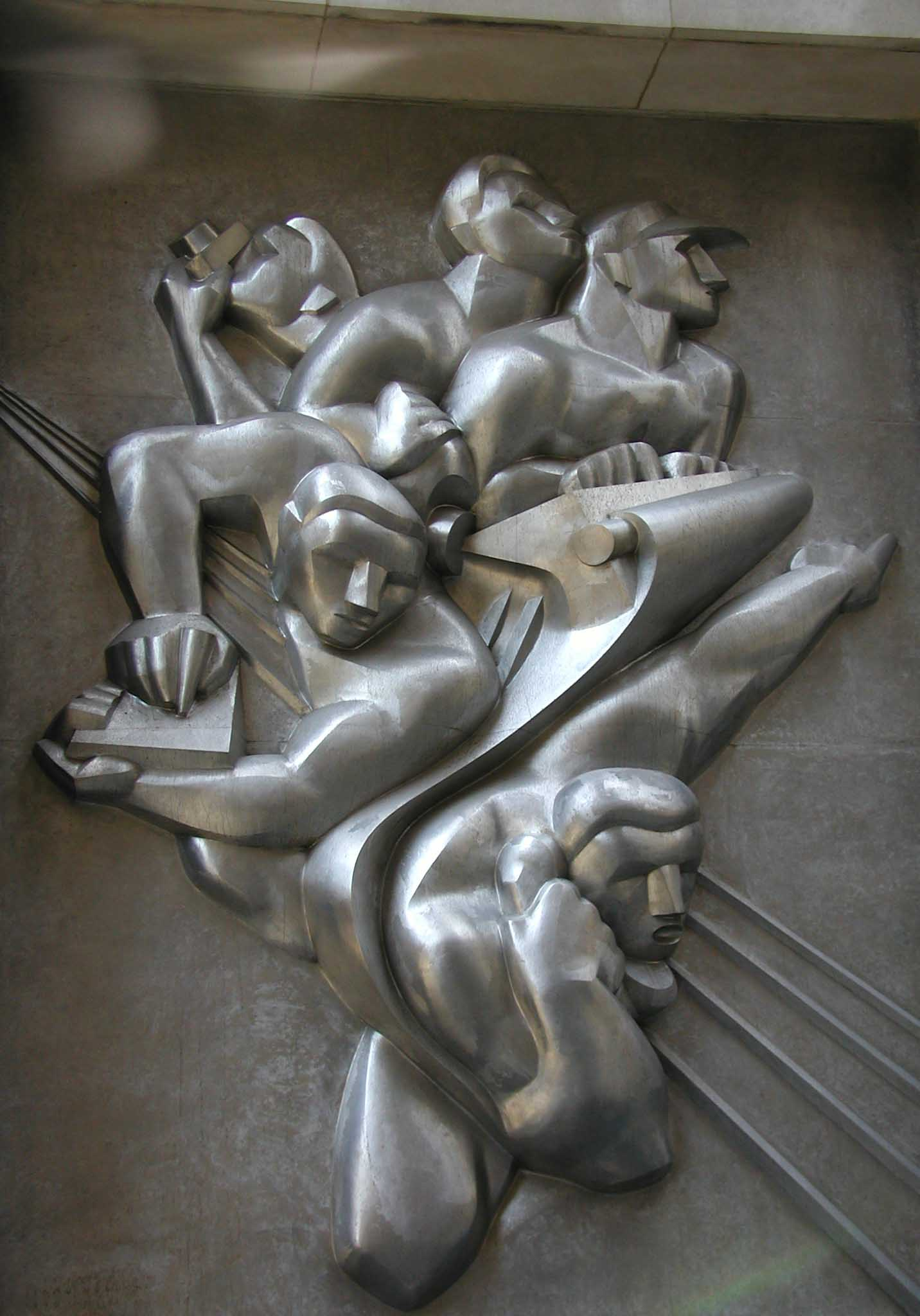
Fresque d'Isamu Noguchi, News, à l'entrée de l'Associated Press Building

L'Associated Press Building est un immeuble de 15 étages appartenant au Rockefeller Center, à New York. Situé sur la Cinquième Avenue, ses plans furent dessinés par le cabinet The Associated Architects. L'immeuble fut achevé en 1938.
Au-dessus de l'entrée principale se trouve le bas-relief d'Isamu Noguchi (1904-1988), intitulé News, achevé en 1937. À cette époque, il était le plus grand bas-relief en acier inoxydable au monde. Il figure des journalistes et des objets en rapport avec le journalisme (appareil photo, téléphone, machine à écrire).